# Heraclia abacata
Heraclia abacata là một loài bướm đêm trong họ Noctuidae.